# Vilémov (ort i Tjeckien, Vysočina, lat 49,82, long 15,54)
Vilémov är en köping i Tjeckien.   Den ligger i regionen Vysočina, i den centrala delen av landet, 90 km öster om huvudstaden Prag. Vilémov ligger 356 meter över havet och antalet invånare är 1 029.
Terrängen runt Vilémov är platt åt sydväst, men åt nordost är den kuperad. Runt Vilémov är det ganska glesbefolkat, med 34 invånare per kvadratkilometer. Närmaste större samhälle är Čáslav, 14,9 km nordväst om Vilémov. Omgivningarna runt Vilémov är en mosaik av jordbruksmark och naturlig växtlighet.